# General Electric J79
Pour les articles homonymes, voir J79.
General Electric J79 est le nom générique d'une famille de turboréacteurs militaires construits par la compagnie américaine General Electric Aircraft Engines. Malgré des problèmes de fiabilité sur les premiers modèles, il a été finalement construit à plus de 17 000 exemplaires et est resté en production pendant une trentaine d'années.

## Historique et Développement

### Développement
Le J79 a été développé dans les années 1950 pour pouvoir propulser des avions à Mach 2. L’US Air Force avait besoin de propulser son bombardier de nouvelle génération, qui devint plus tard le Convair B-58, et ce besoin lança la conception et le développement du J79.
Le premier essai en vol a eu lieu le 20 mai 1955, avec un prototype installé dans la soute d'un bombardier B-45C Tornado propulsé par des J47. Le J79 a été sorti et descendu de la soute à bombes et les quatre J47 ont été arrêtés, laissant le B-45C voler sur la seule poussée du J79. Le premier vol réel, après un test de qualification de 50 heures, eut lieu le 8 décembre 1955, le moteur propulsant le deuxième F4D Skyray de pré-production, remplaçant son Westinghouse J40 d'origine, suivant un plan de développement et de qualifications établi par General Electric. L'YF-104 Starfighter fut le second appareil à voler avec le J79, en 1956, suivi d'un F11F-1F Super Tiger remotorisé, dans le cadre d'un programme sponsorisé par l’US Navy pour accumuler de l'expérience avec le moteur avant le premier vol du F4H (F-4).
Ce réacteur a été ensuite décliné en versions de plus en plus puissantes, et même dérivé en une version civile, le CJ805. Produit pendant plus de 30 ans, il a été assemblé à plus de 17 000 exemplaires aux États-Unis et sous licence au Canada, en Belgique, en Allemagne, en Israël, en Italie et au Japon. Il a été utilisé sur les B-58 Hustler, F-104 Starfighter, F-4 Phantom II, A-5 Vigilante, IAI Kfir et le missile de croisière supersonique SSM-N-9 Regulus II (en). Une version détarée du F-16 avec un J79 fut proposée comme chasseur à faible coût pour l'exportation, et même si un prototype a volé, aucun avion de série n'a trouvé preneur.
Le J79 a été remplacé vers la fin des années 1960 dans les nouveaux chasseurs par des turboréacteurs à double flux à postcombustion, tels que le Pratt & Whitney TF30, utilisé par le F-111 et le F-14, et d'autres turboréacteurs encore plus récents, tels que le Pratt & Whitney F100 utilisé par le F-15 Eagle, qui offre une meilleure consommation en vol de croisière, en déviant une partie de l'air admis autour du cœur du moteur.
Pour leur participation à la conception du J79, Gerhard Neumann et Neil Burgess, de General Electric Aircraft Engines, furent tous-deux récompensés par le Collier Trophy en 1958, partageant les honneurs avec Clarence Johnson (Lockheed F-104) et l’US Air Force (records en vol).

### Problèmes des premières versions
De nombreux problèmes ont été rencontrés avec les premières versions du J79 (J79-GE-1, J79-GE-3, J79-GE-5) : extinctions en vol, problèmes d'allumage, retours de flammes, etc. Ces problèmes affectèrent le B-58 Hustler mais surtout le F-104A Starfighter, dont tous les exemplaires en service furent temporairement interdits de vol en 1958 afin d'éviter des accidents supplémentaires. Une modification du système de postcombustion améliora les choses. Quelques années plus tard, de nouveaux problèmes affectèrent la version J79-GE-7 utilisée pour le F-104C Starfighter, et General Electric dut lancer un programme de modification (projet Seven Up) de mi-1963 à mi-1964.

## Caractéristiques techniques

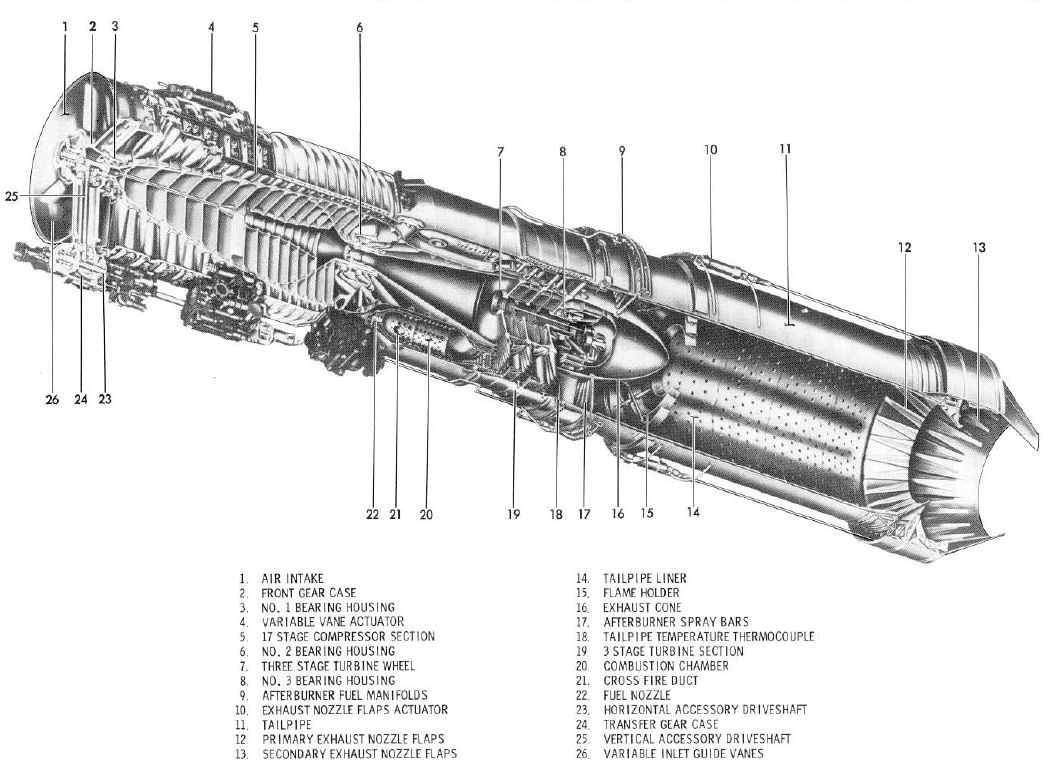
Schéma technique d'un J79.

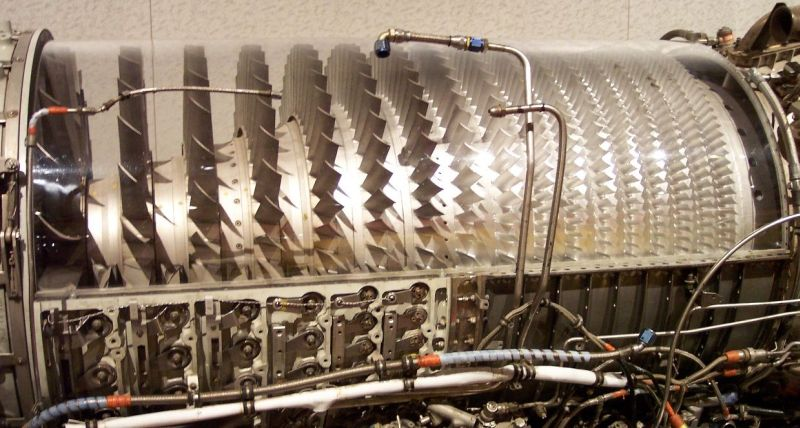
Vue en section des étages de compresseur d'un J79.

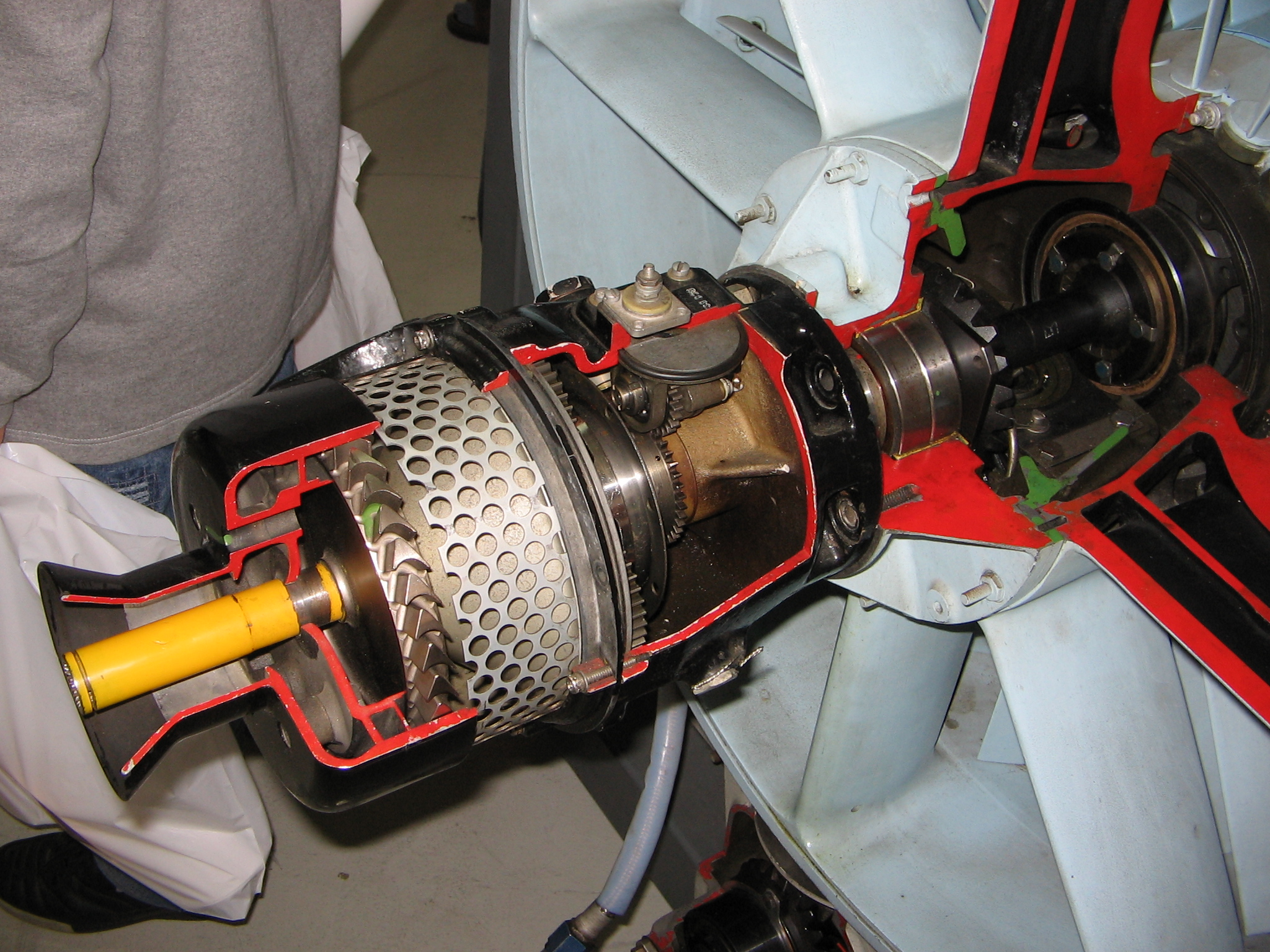
Vue en coupe d'un démarreur à air comprimé de J79.

Turboréacteur monocorps, le J79 a été conçu comme un développement du J73, capable de fonctionner à plus de Mach 2. Pour cela, les ingénieurs l'ont doté d'un compresseur axial à 17 étages, dont les ailettes de stator orientables permettent de fournir une compression équivalente à celle d'un compresseur à double-corps, pour une masse et une complexité mécanique moindres.
Chaque nouveau constructeur voulant se lancer dans l'aventure des stators à géométrie variable doit faire face à de nombreuses difficultés, telles que la complexité des liaisons et la difficulté à rendre étanches les pivots des ailettes et l'espace toléré au niveau de leur jonction avec les carénages du moteur. Une architecture « deux corps » demandait plus de connaissances au sujet des roulements et des joints. General Electric a étudié les deux options pendant presque une année avant de décider, en 1952, qu'ils devraient poursuivre sur la route des stators variables pour le compresseur à 12 pour 1 de taux de compression. Rolls-Royce Limited avait testé un compresseur témoin à 4 étages de stator variables en 1949, mais avait laisser tomber l'idée, à l'époque de l’Avon et ses 6,5 pour 1 de taux de compression. Dans son ouvrage, Jack Connors affirme que Pratt & Whitney avait choisi l'architecture à deux corps pour leur J57 parce-qu'ils en connaissaient beaucoup plus sur les roulements et les joints que sur les stators variables. Le J79 était initialement connu sous la désignation X-24A et était supporté par un moteur de démonstration, le GOL-1590.
Les aubes de compresseur sont faites d'acier inoxydable et sont montées sur des disques (les 7 premiers étant faits de titane) et espacés avec des entretoises résistantes à la corrosion en acier (pas de l'inox). Le J79 produit un sifflement particulier à certains angles de manette de gaz. Cette particularité étrange donna au F-104B Starfighter de la NASA, le N819NA, le surnom de « Howling Holland ». Les premières versions produisaient une épaisse fumée noire lorsque le moteur fonctionnait à mi-puissance et en croisière, ce qui s'est avéré être un désavantage pour les avions de combat qui en ont été équipés, car cela permettait de les repérer de loin. Certaines versions du réacteur ont toutefois reçu un dispositif réducteur de fumées.
Pour le démarrage, des compresseurs extérieurs à turbine à gaz étaient raccordés au moteur. La rotation des étages de compresseur était directement actionnée par l'arrivée d'un grand volume d'air exerçant une pression sur les pales du compresseur. Le démarrage pouvait aussi être fait en envoyant l'air comprimé à travers une petite turbine à engrenages installée dans le moteur.
La version turbomoteur du J79 est le General Electric LM1500 (en), utilisé pour des applications terrestres ou marines. Beaucoup de dérivés du J79 ont trouvé usage comme générateurs de puissance à turbines à gaz (turbogénérateur) dans des endroits isolés, par exemple les installations de pipelines.

## Versions
Le J79 mesure environ 5 mètres de long, et pèse entre 1 600  et   1 750 kg suivant les versions.

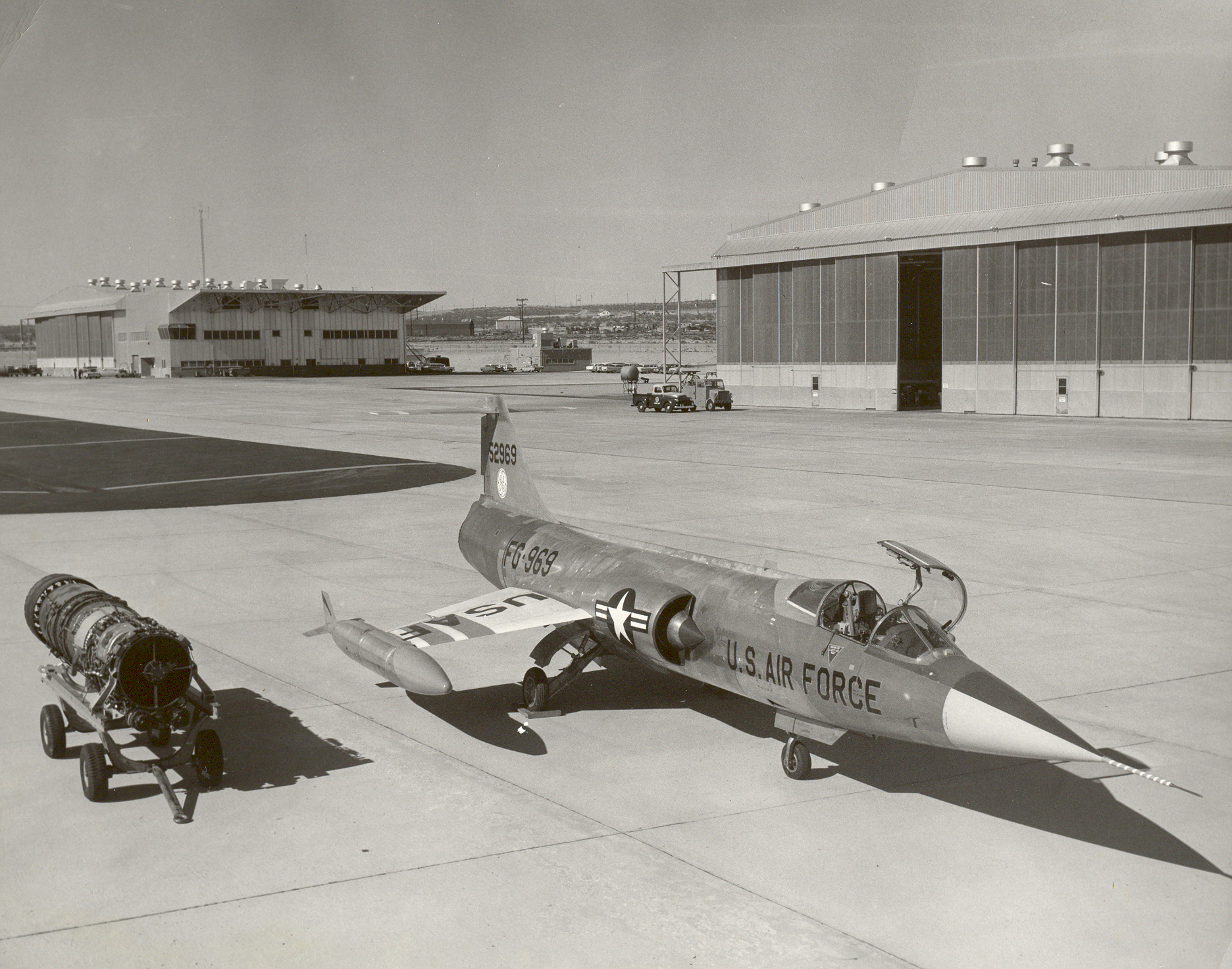
Le J79-GE-3 et le Lockheed YF-104A Starfighter.

- XJ79-GE-1 : Prototype. Premier essai statique au sol le 8 juin 1954. Il produisait 63,83 kN de poussée avec la postcombustion[11] ;
- YJ79-GE-1 : Les moteurs des essais en vol reçurent la désignation YJ79-GE-1 ;
- J79-GE-2 : Propulsait le McDonnell F-4H-1 Phantom (F-4A), 71,62 kN de poussée avec la postcombustion ;
- J79-GE-2A : Essentiellement similaire au -2 ;
- J79-GE-3 : Utilisé par les YF-104A, F-104A et le Grumman F11F-1F Super Tiger ;
- J79-GE3A : YF-104A, F-104A et F-104B ;
- J79-GE-3B : F-104A et F-104B, 42,70 kN de poussée à sec, 69,39 kN avec la postcombustion ;
- J79-GE-5A : Convair B-58 Hustler, 43,99 kN de poussée à sec, 69,39 kN avec la postcombustion ;
- J79-GE-5B : Convair B-58 Hustler, 43,99 kN de poussée à sec, 69,39 kN avec la postcombustion ;
- J79-GE-7 : F-104C, F-104D et F-104F , 44,48 kN de poussée à sec, 70,27 kN avec la postcombustion ;
- J79-GE-7A : F-104C, F-104D and F-104F ;
- J79-OEL-7 : Production sous licence du GE-7 par Orenda Engines (en) pour propulser le Canadair CF-104 Starfighter ;
- J79-GE-8 : North American A-5 Vigilante et F4H-1 (F-4B), 48,48 kN de poussée à sec, 75,4 kN avec la postcombustion ;
  - J79-GE-8A : Sous-version de la -8 ;
  - J79-GE-8B : Sous-version de la -8 ;
- J79-GE-10 : F-4J, 79,379 kN de poussée avec la postcombustion ;
- J79-GE-11A : F-104G et TF-104G, 44,48 kN de poussée à sec, 69,38 kN avec la postcombustion. Beaucoup de moteurs de la version -11 furent assemblés sous licence en Europe, participant au large consortium de production du F-104 : Alfa Romeo Avio Ltd., Fiat Aviazione et Fabrique Nationale étant les principaux participants au projet ;
- J79-IHI-11A : GE-11A, produit sous licence au Japon par Ishikawajima-Harima Heavy Industries Co., Ltd pour propulser leurs F-104J et DJ, également produits sous licence ;
- J79-MTU-J1K : Version produite sous licence et améliorée de la version GE-11A par MTU Aero Engines, En Allemagne ;

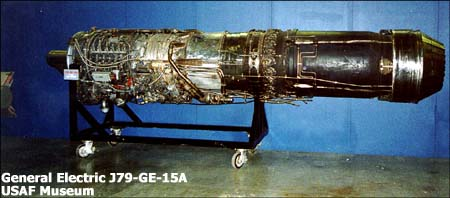
Un J79-15A, au musée de l'armée de l'air des États-Unis.

- J79-GE-15 : F-4C, RF-4C, F-4D, 75,6 kN de poussée avec la postcombustion ;
- J79-GE-17 : F-4E, 52,79 kN de poussée à sec, 79,61 kN avec la postcombustion ;
- J79-GE-19 : Aeritalia F-104S, 52,79 kN de poussée à sec, 79,61 kN avec la postcombustion. Ce moteur a aussi installé en retour à l'usine sur les F-104A du 319th FIS (en) ;
- J79-GE-J1E : Fabriqué sous licence en Israël par Beit Shemesh Engines Ltd. (BSEL), 83,40 kN de poussée avec la postcombustion pour le Kfir ;
- J79-GE-119 : Moteur du F-16/79, une version d'exportation aux performances dégradées du F-16A. Ces limitations étaient imposées par une loi promulguée par le président Jimmy Carter pour lutter contre la prolifération des armes conventionnelles. Ses faibles performances et la concurrence du Northrop F-20 Tigershark font qu'il n'a pas été vendu.

## Applications

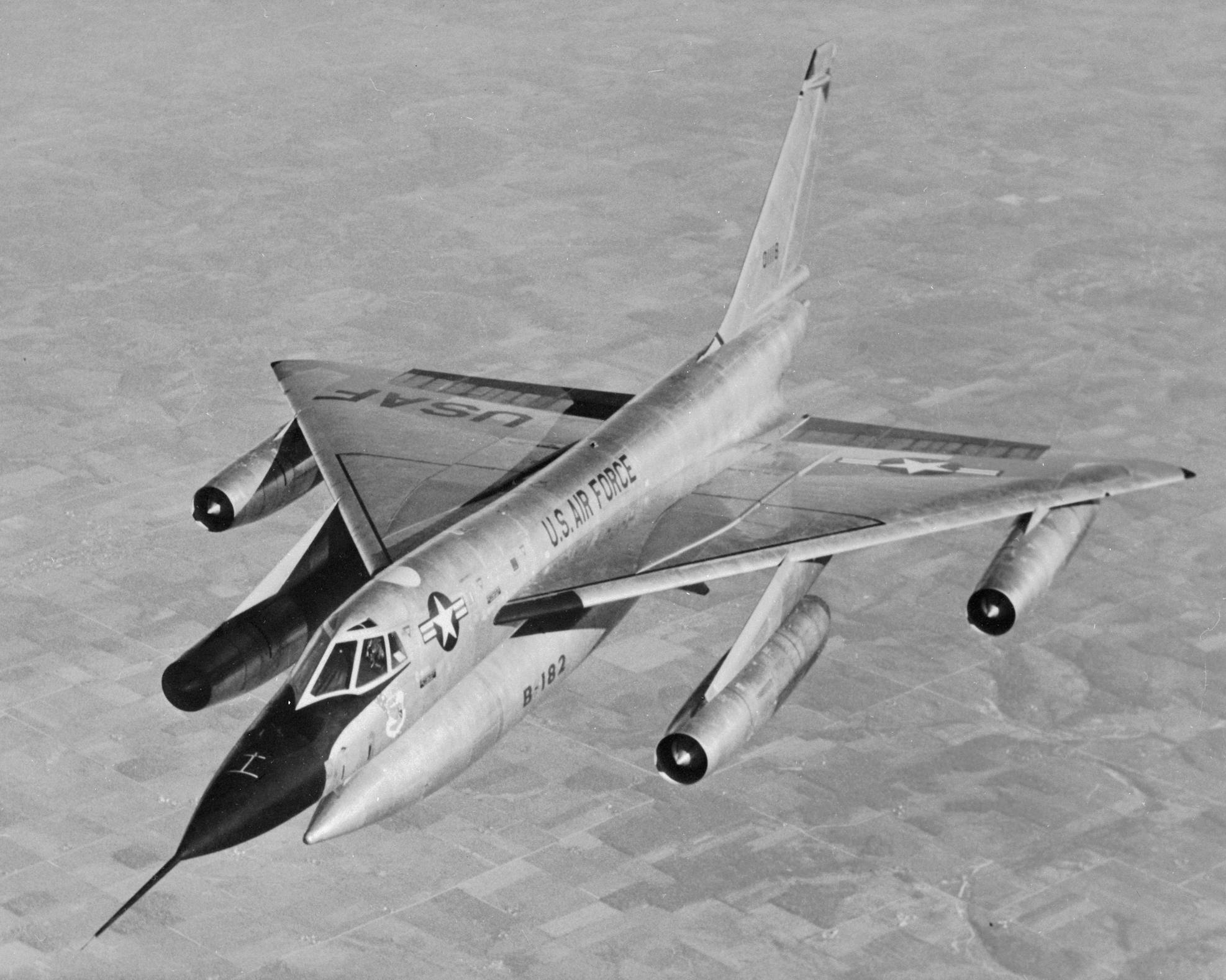
Quatre J79 propulsaient le bombardier supersonique Convair B-58 Hustler.

Les avions qui ont été équipés du J79 sont :
- Le Grumman F11F-1F Super Tiger : 1 réacteur ;
- Le F-104 Starfighter et ses versions produites sous licence Aeritalia F-104S et Canadair CF-104 : 1 réacteur ;
- Le Kfir : 1 réacteur ;
- Le F-4 Phantom II : 2 réacteurs ;
- L'A-5 Vigilante : 2 réacteurs ;
- Le bombardier B-58 Hustler : 4 réacteurs ;
- Le projet F-16/79 : 1 réacteur ;
- L'avion expérimental Northrop X-21 : 2 réacteurs ;
- Le missile de croisière SSM-N-9/RGM-15 Regulus II (en) ;

Le J79 a deux dérivés commerciaux : le CJ805-3 (sans postcombustion, équipé d'un inverseur de poussée et d'un silencieux), et le CJ805-23 (doté d'une soufflante arrière à roue libre et d'un inverseur de poussée) équipant respectivement les Convair 880 et 990.